# Epidendrum cooperianum
Epidendrum cooperianum là một loài thực vật có hoa trong họ Lan. Loài này được Bateman mô tả khoa học đầu tiên năm 1867.

## Hình ảnh

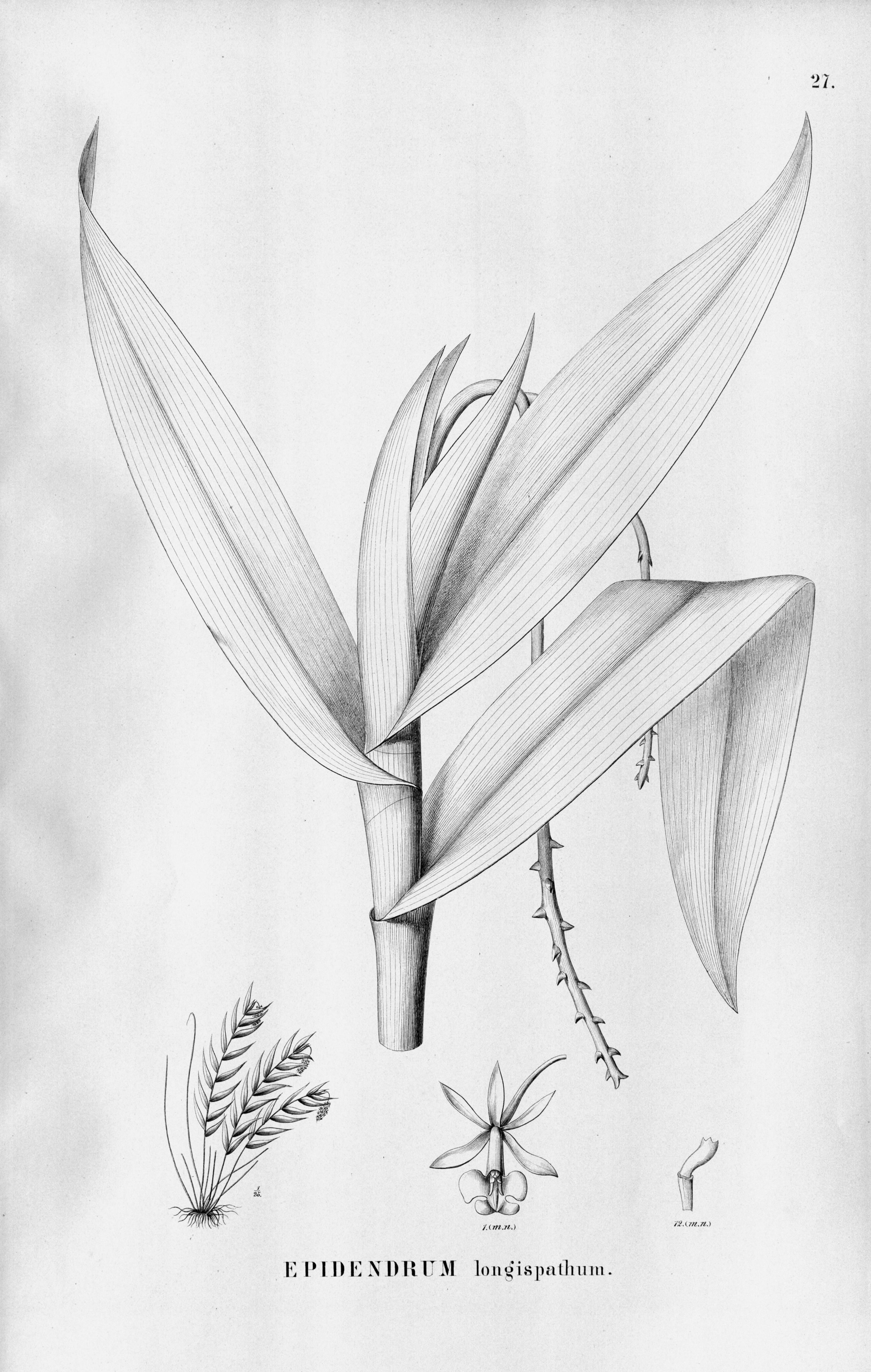